# 莴苣

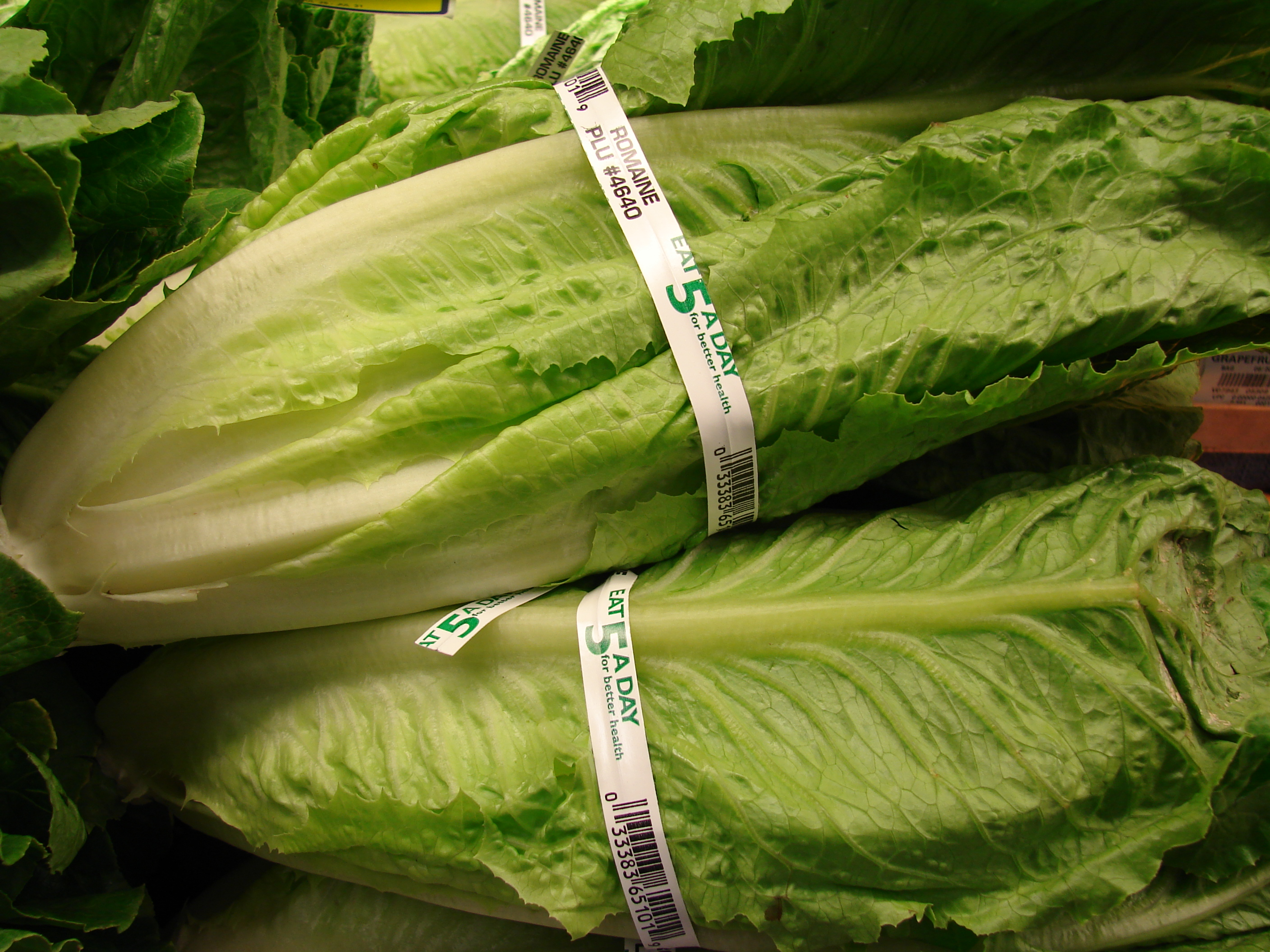
蘿蔓萵苣

莴苣（学名：Lactuca sativa），又名生菜、萵菜、春菜，是菊科莴苣属之一年生或二年生草本植物，原產於地中海一帶，因適應性佳而目前普及溫帶、亞熱帶地區。

## 名稱
在台灣，萵苣一詞原僅指菜心，現泛指莴苣属類蔬菜，其中結球萵苣，又稱為“美生菜”。
在香港，為了跟“西生菜”（結球萵苣）區分，叶用的半结球或不结球莴苣又稱為“唐生菜”，唐是指中国的意思。
在中國大陸，叶用莴苣直接被稱作“生菜”。

## 食用价值
萵苣在東西方都是很常见，長久以來被人類培育為世界主要的蔬菜之一，其葉子被稱為「生菜葉」，是沙拉類食品中的主要組成成份，在西方文化中，人们往往還會放在三明治或漢堡類的食品中充當綠色蔬菜來源。
在中国和日本古代，萵苣需要煮熟後才能食用，不過在21世紀後也隨著西方，逐漸以生吃為主。
在韓國、越南、泰國，生菜經常用來包裹烤肉、海鮮類食物，以增加葷素結合的口感。

## 外观
不开花时莴苣的茎很短，开花时茎伸长并分叉，每个叉的顶端有许多小的蒲公英似的花，但比蒲公英的花小。食用的生菜在开花前就收割了。有一类变异的生菜颜色是紫色的。

## 历史
莴苣的野生祖先毒莴苣（Lactuca serriola）现今依然生活在欧洲和亚洲温带地区。估计它最初生活在地中海边缘的岩石堆上或林中空地上。这个野生种含有一种类似鸦片的麻醉剂。古罗马人在饭后吃这种植物的叶子来助眠。
古埃及人对毒莴苣有类似的看法，他们将毒莴苣当作毒品和催眠药来使用（山萵苣素有鎮痛藥和鎮靜劑效用）。同时毒莴苣的汁有使得男性器官勃起的效应，而毒莴苣的茎被割开后白色的汁液流出则使人联想到射精，因此古埃及人认为毒莴苣还有促进男性性欲的作用。古埃及的毒莴苣可能源于今天土耳其海岸边上的科斯岛。
古代欧洲文化既用毒莴苣来开胃也用来做催眠药。在古希腊还有关于应该在餐前食用毒莴苣还是在餐后食用毒莴苣的争论。盖伦建议在餐后食用毒莴苣，说这样一个人可以睡眠充足，次日起来后精神饱满。而一个世纪前则有人建议在餐前食用毒莴苣，说否则的话毒莴苣会阻碍记忆、混淆思维。
由于莴苣属植物种类繁多，因此今天很难确定今天的生菜到底是从哪个种源来的。可以肯定的是古罗马和古埃及没落后他们食用毒莴苣的习俗依然留存。这些毒莴苣可能又与其它野生莴苣属植物杂交最后产生了今天的生菜。
最早的欧洲莴苣的证明是一位荷兰画家的一幅画，画中的生菜显而易辨。画家逝世于1597年，因此生菜在此前就已肯定成形了。

## 品種性狀

### 葉用品種
葉用品種是台灣很常見的地方品種，葉散狀不結球，葉薄，一般稱之為葉萵苣，主要的食用部位為嫩葉，習慣上整株採收。由於其對氣候及土壤適應性廣，較耐病蟲害，栽培容易，生育期短，生育日數依溫度的高低約為25~50天，在台灣週年均可栽培。以炒食為主。有些人認為帶微甜有些人認為帶微苦。性寒，寒底的一般不建議吃。常見的地方品種依葉型分為圓葉及尖葉兩種，圓葉品種有青色、黃色、及白色， 尖葉品種則有大尖及小尖之分。相關品種：圓葉萵苣 、尖葉萵苣。

### 剝葉品種
剝葉品種為地方品種，一邊生長一邊剝取成熟幼葉食用，因此植株愈長愈高。常見的葉型有尖葉及裂葉兩種，顏色有綠色及紫綠鑲嵌兩種。 由於其莖葉汁液乳白色，苦味濃，含有葉苣素（Inulin），因此並不普遍。但是有一群不具苦味的品種，地方上又稱之為甜菜，目前漸漸受到消費者歡迎。相關品種：鹿角萵苣 、紅鹿角萵苣 、綠拔葉萵苣 、紅拔葉萵苣。

### 立葉品種
立葉品種葉型直立，葉厚，一般不結球或呈卷心圓筒形，乍看之下與本地圓葉青色萵苣品種很相似。目前之栽培品種大多自日本或歐美引進，在本省的栽培適期為10-3月。以生食為主，主要的食用部位為嫩葉。相關品種：綠卷鬚萵苣 、紅卷鬚萵苣。

### 皺葉品種
皺葉品種葉片深裂，葉面皺縮，葉薄，葉形開張散葉，不結球。顏色有綠及紫色系。以生食為主，主要的食用部位為嫩葉，一般又叫作生菜。由於其色彩及裂葉的形態變化豐富，外形美觀，很受消費者的歡迎。本省栽培適期為10-3月。 高溫期栽培，其莖葉苦味較濃。相關品種：綠皺葉萵苣 、紅皺葉萵苣。

### 結球品種
葉球圓形或扁圓形，葉球結球緊密的品種生育期較長約3.5個月，葉球結球不緊密的品種（又稱為“半結球”品種）生育期約2.5個月。葉面皺及平滑葉兩種。本省栽培適期為10-3月。高溫期不結球。日夜溫差大有利於結球。結球適溫17-18℃，21℃以上葉球不易形成。相關品種：奶油萵苣 ( 半結球萵苣 ) 、波士頓萵苣( 半結球萵苣 ) 、 紅波士頓萵苣( 結球萵苣 )。 

### 蘿蔓品種
是萵苣類的改良品種，又稱為蘿蔓A菜，簡稱蘿蔓，性狀介於結球與不結球間。耐熱性強，葉色有的艷麗可呈紅色。味微苦卻甘爽，意大利廚師將之調製成凱撒沙拉，傳遍全球。相關品種：蘿蔓萵苣 、紅蘿蔓萵苣。

### 嫩莖類品種
莖部直立、高大、肥壯，又稱為 萵筍 或 莖用萵苣，莖葉均可食；由於「筍莖」表皮色澤有淡綠、綠及紫紅，又分為白筍、青筍及紫皮筍；莖肉的顏色有線及淡綠。葉型則有尖葉圓葉兩種，葉色有綠、深綠及紫紅。平滑葉或皺葉，葉緣全緣或缺刻。本省栽培適期為10-3月。日夜溫差大有利於莖部肥大、脆嫩爽口。可生食、熟食、醃漬、乾製。萵筍自唐代由葉用萵苣中選植，元代詳列了栽培與加工的方法，故被西方稱為“中國萵苣”。

### 贡菜

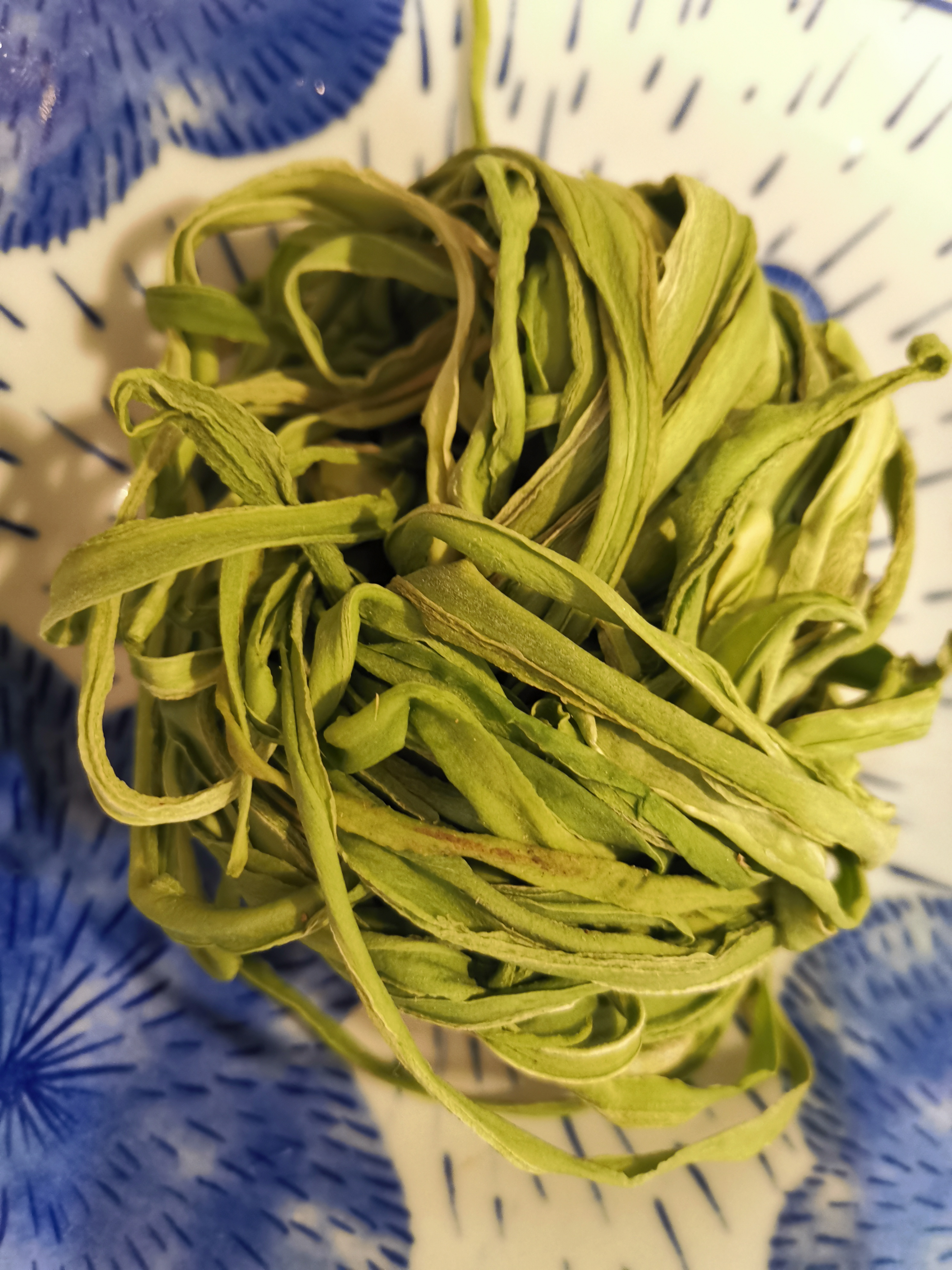
安徽涡阳贡菜

贡菜，或称苔干，是莴苣的一个品种，主要产于江苏邳州市和安徽涡阳县义门镇。一般以干品上市。

## 相關俗語
- 發誓當食生菜(又作：誓願當食生菜)：形容人說話不算話、言而無信。

## 營養價值
萵苣富含豐富的蛋白質、糖類、維生素B1、維生素B2、維生素C、維生素E、菸酸、鈣、磷、鐵、鉀、碘、胡蘿蔔素、葉綠素、有機酸、酶等，萵苣莖葉中更被發現具有重要的抗癌物質萵苣苦素，能夠分解食物中的致癌物質亞硝胺，對於預防肝癌、胃癌等消化系統癌症有一定程度的作用，因此被視為最佳抗癌蔬菜。亦有鎮静和安眠的功效。

## 其它
- 世界上最大的莴苣是1974年在英国出产的一颗莴苣，重11公斤（千克）。

- 一些鳞翅目的幼虫吃莴苣。

- 生吃萵苣要仔細清洗，直接切除底部較好，因此處容易藏汙泥及蝸牛。萵苣類雖是生菜沙拉常見食材，但卻經常傳出遭大腸桿菌污染。[8][9]蝸牛則身上可能有廣東住血線蟲，一旦感染就可能寄生腦部。

- 由於萵苣含碳水化合物極少，且完全不含脂肪，常被當作“瘦身食物”。

## 圖片

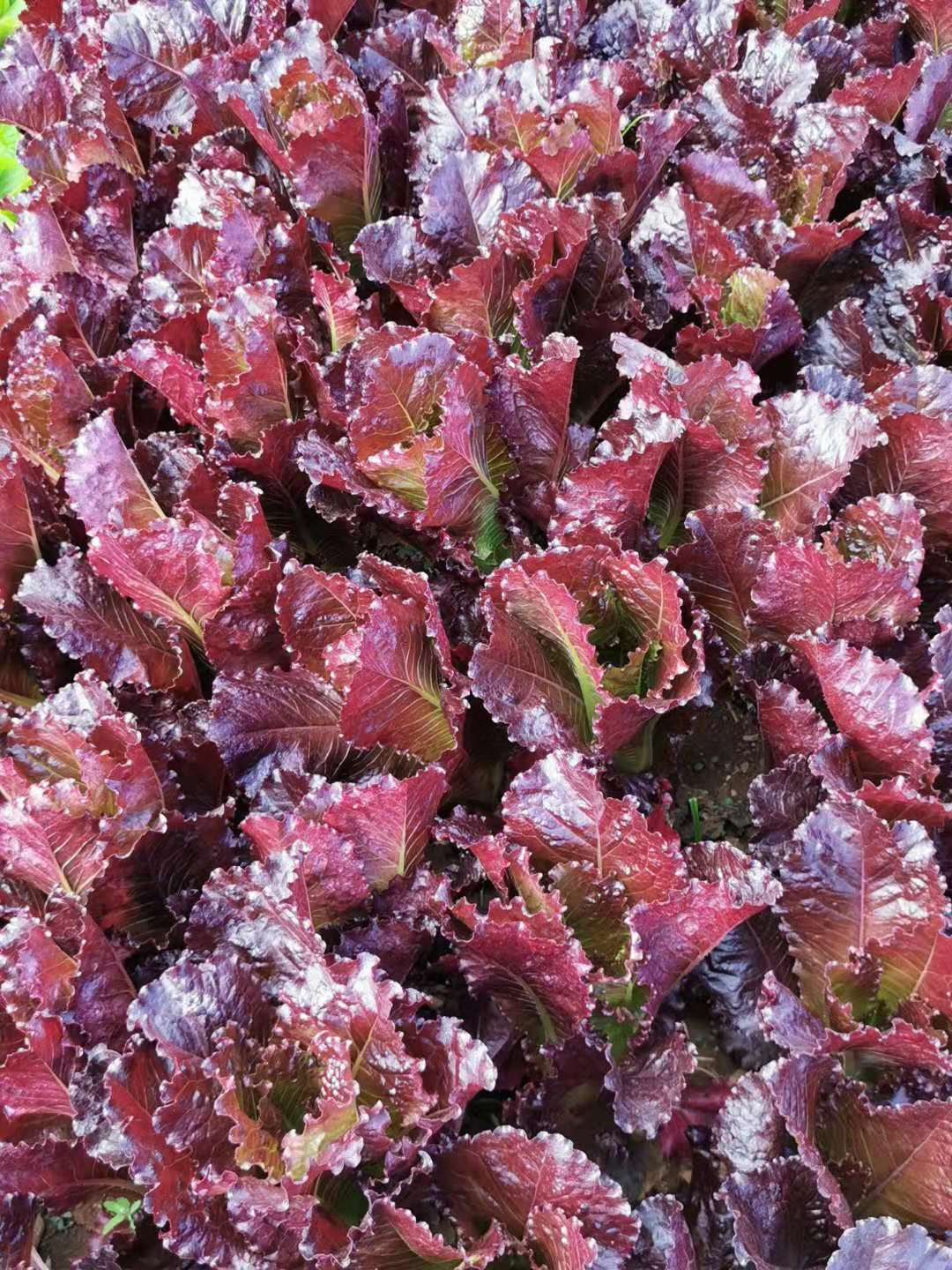
紫蘿蔓
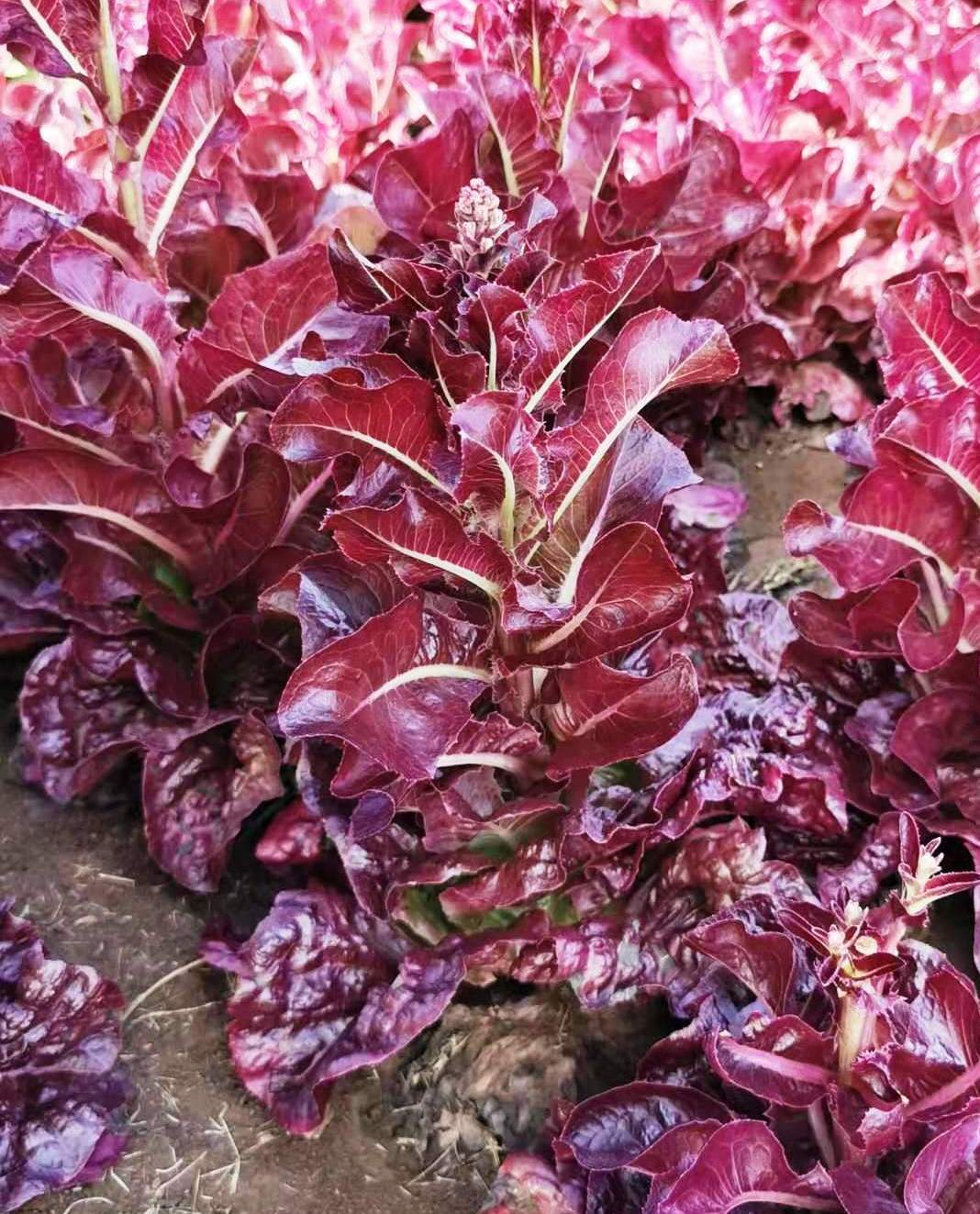
紅奶油
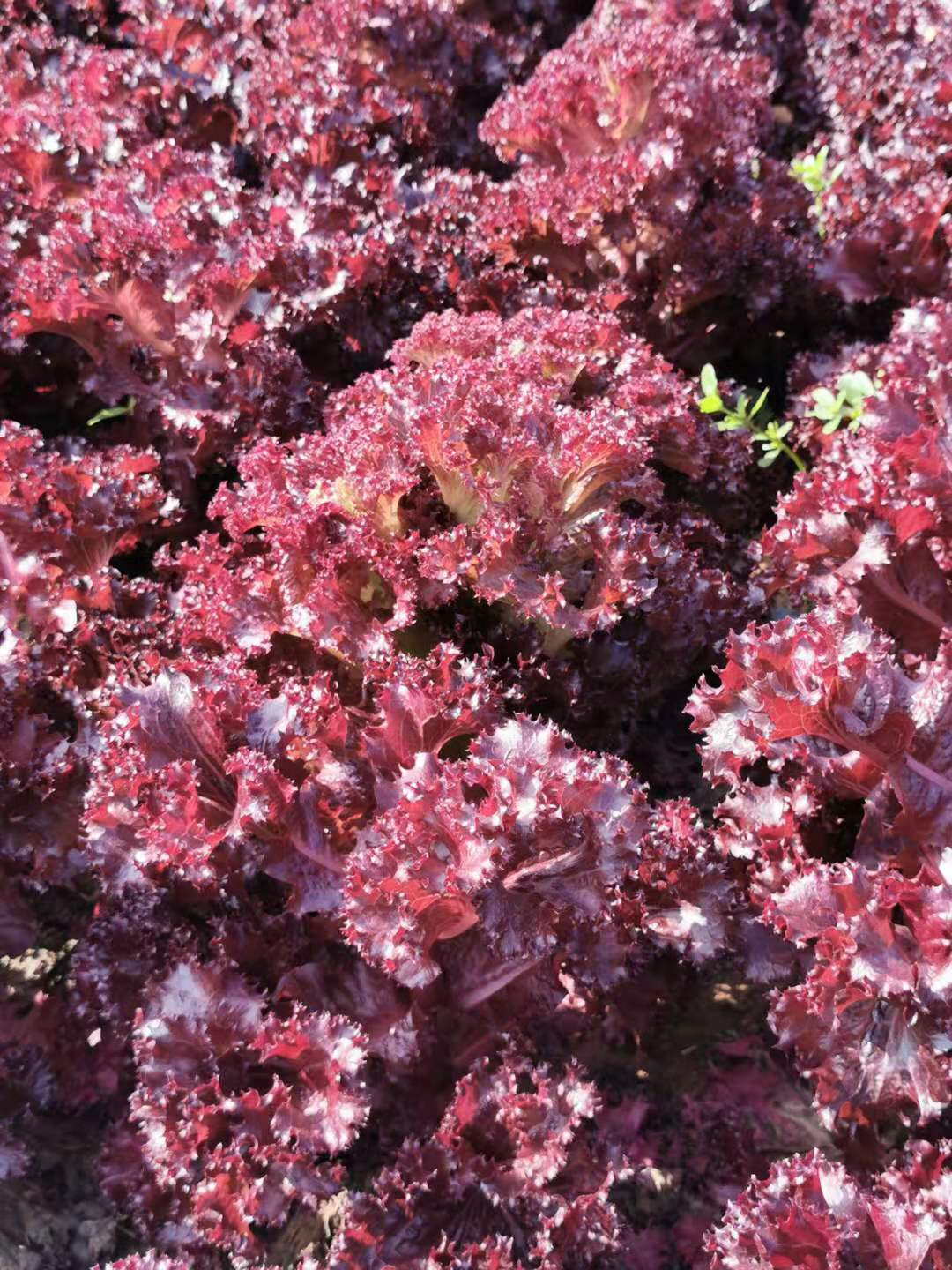
赤珊瑚
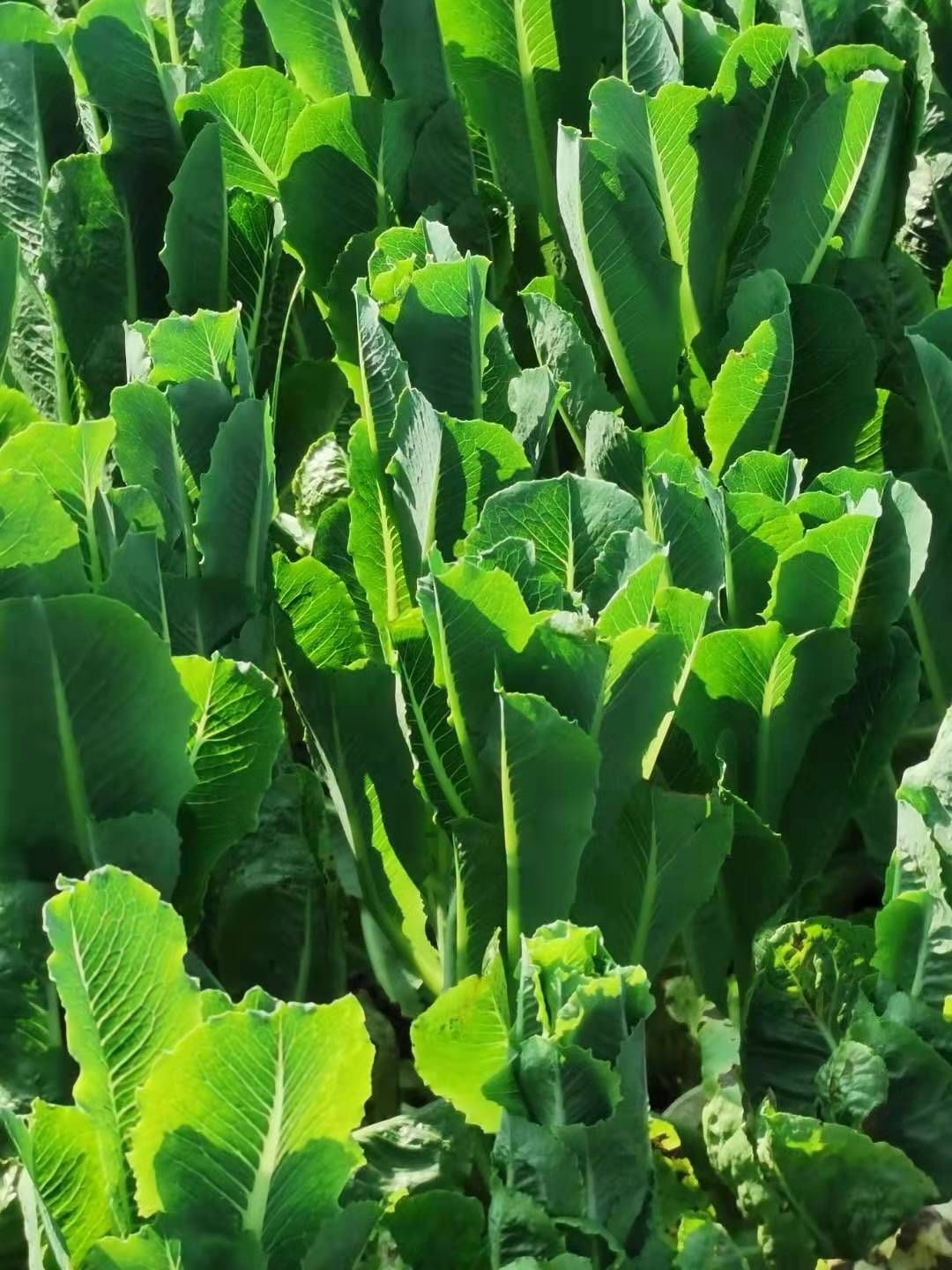
新象
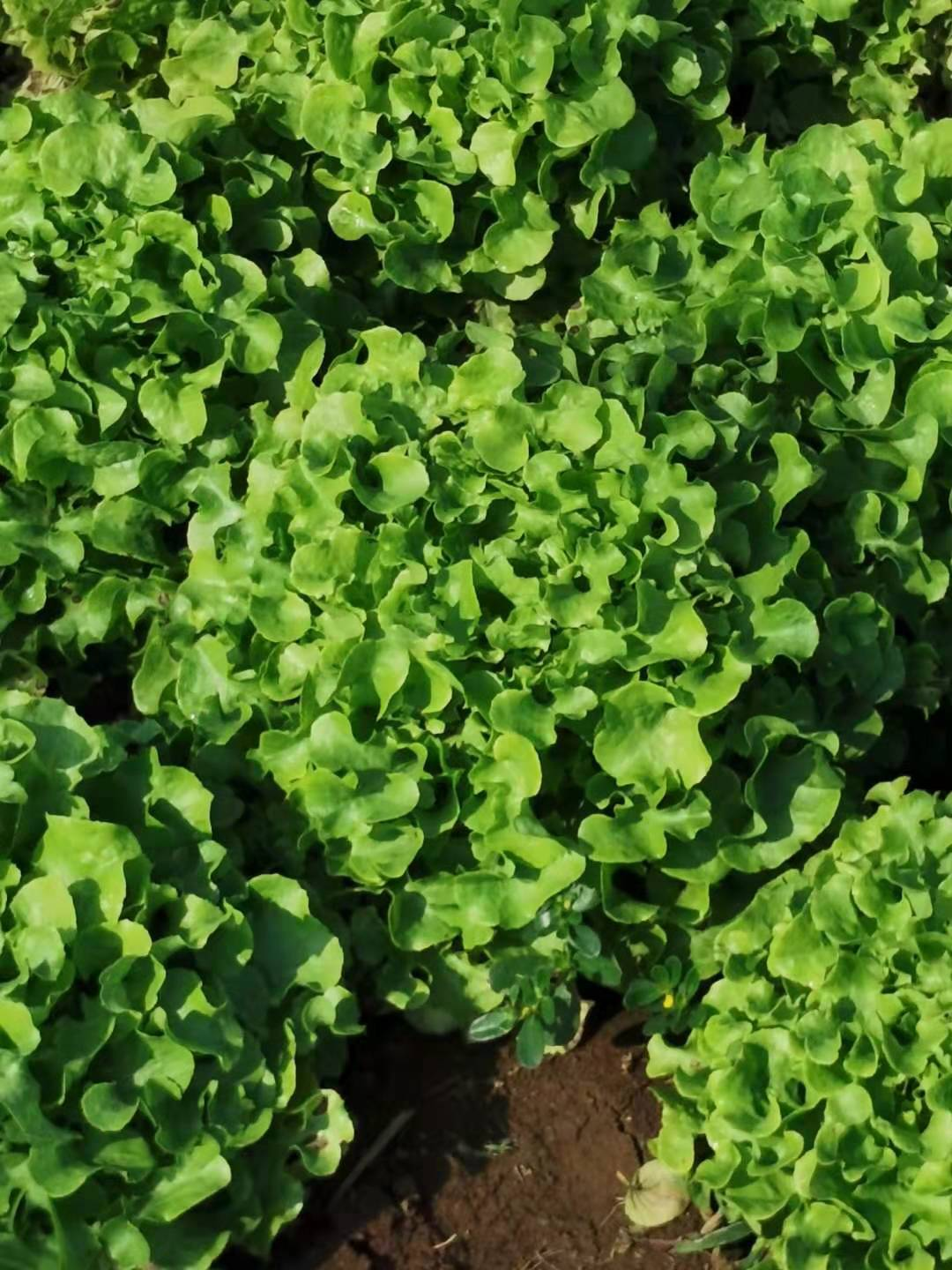
綠橡
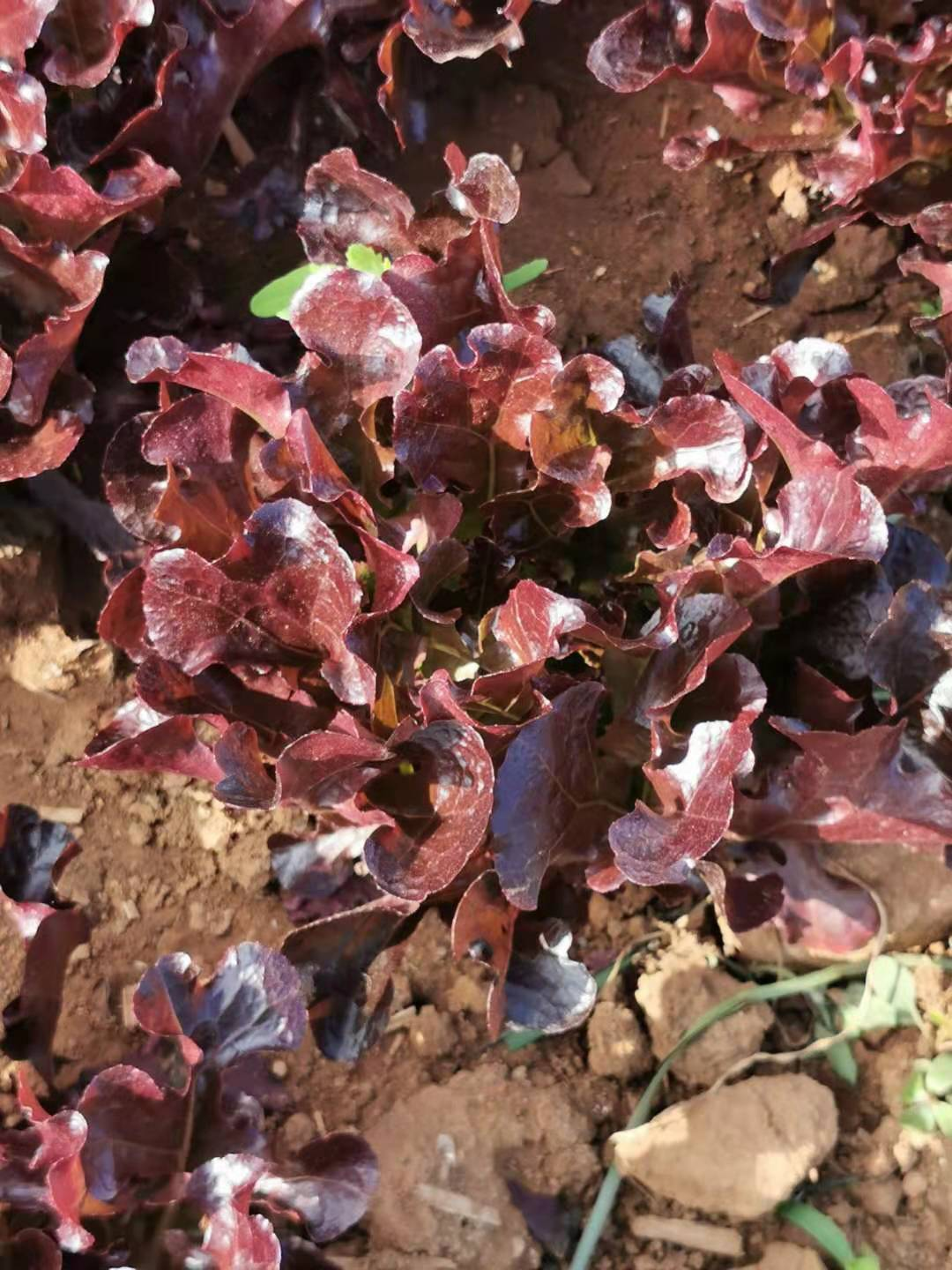
紅橡
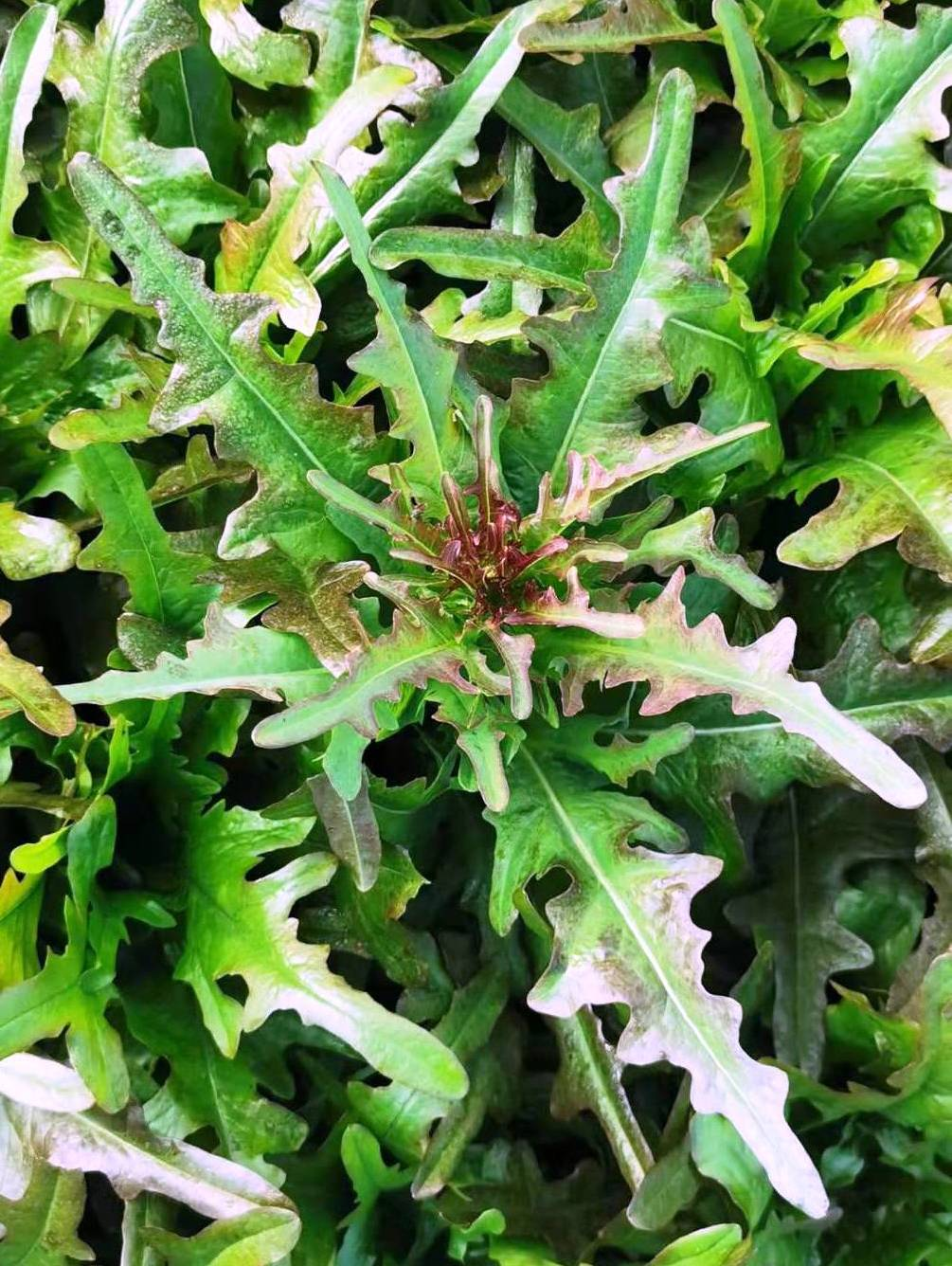
紅鹿角
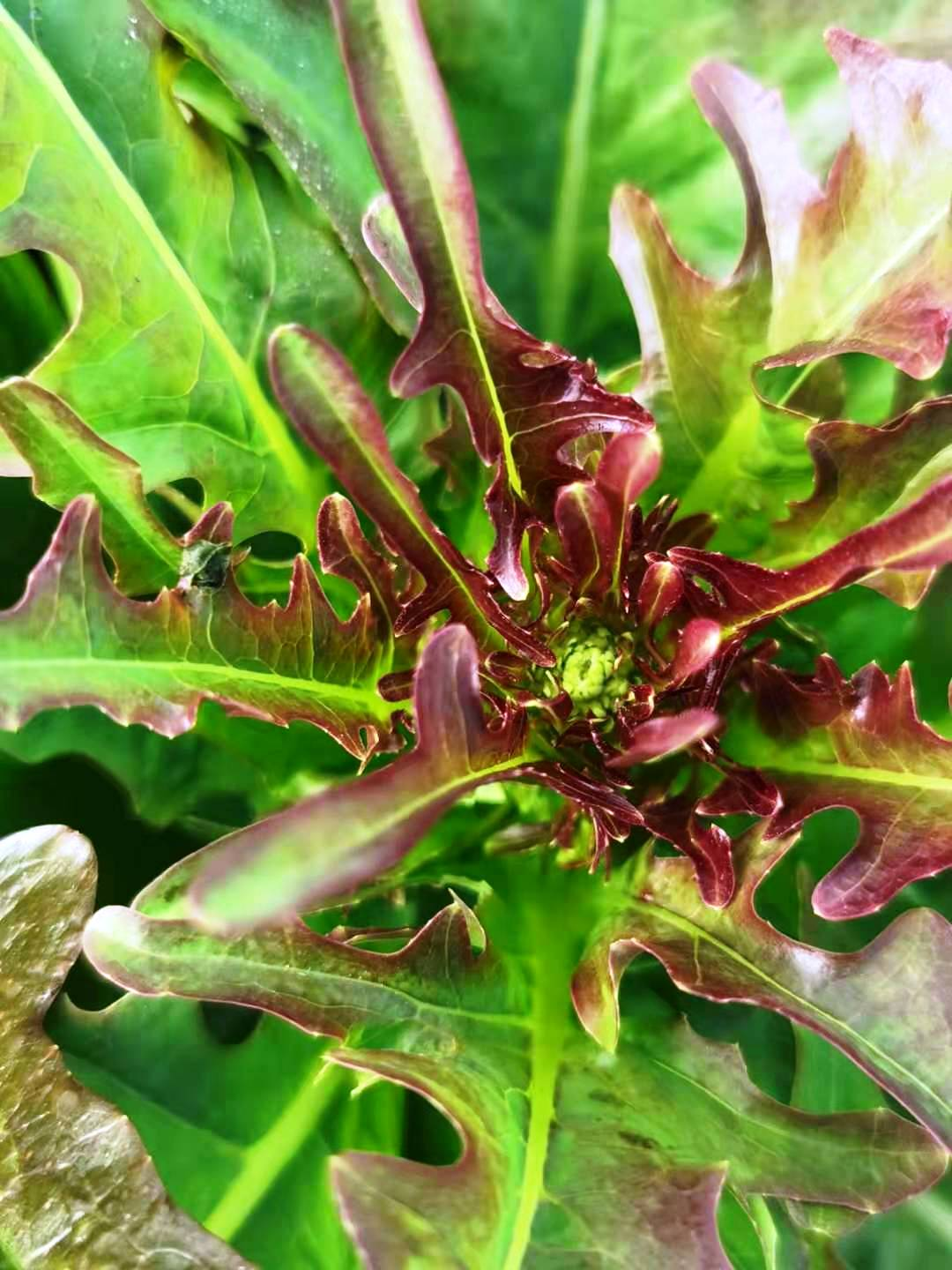
紅鹿角
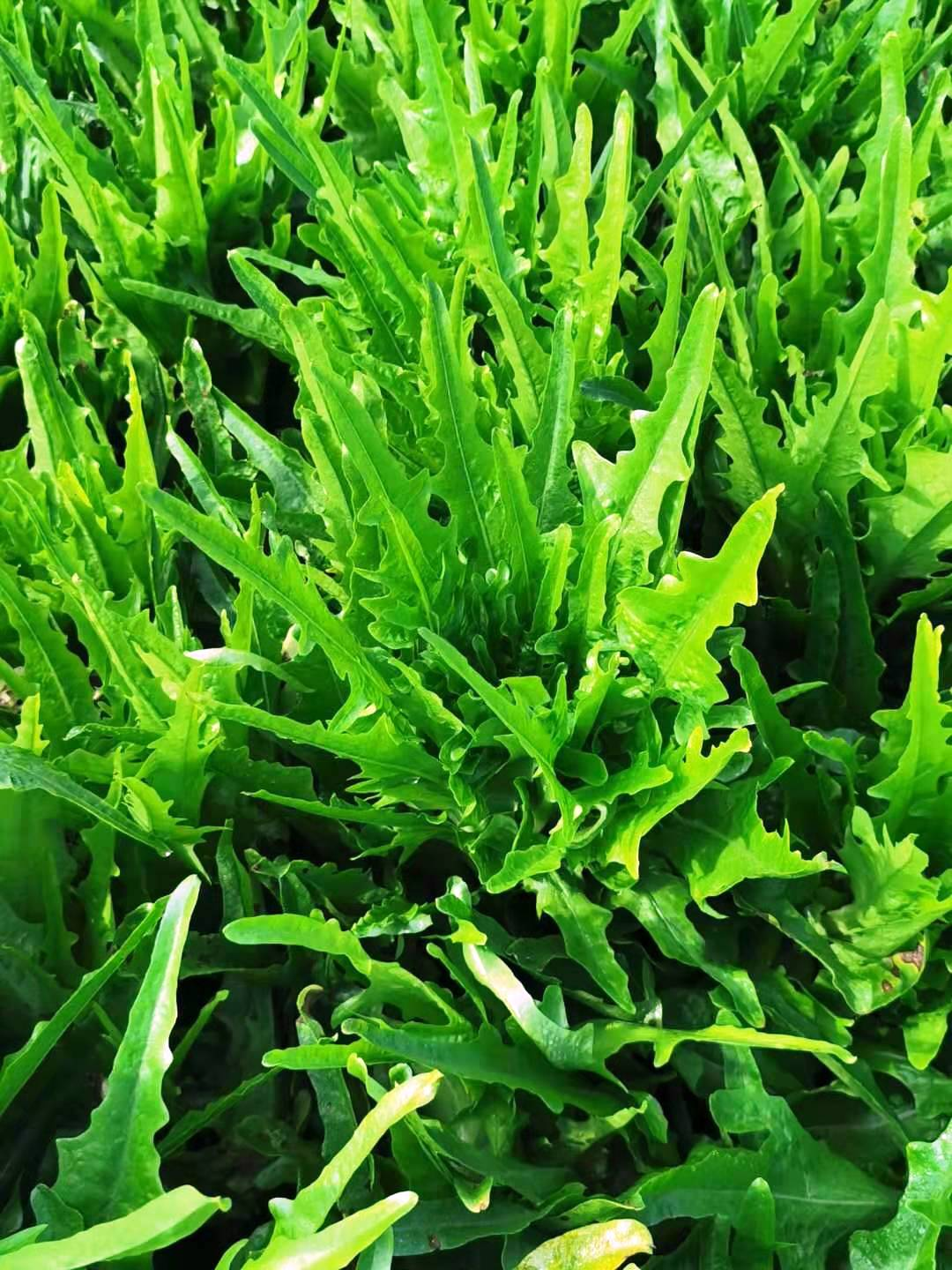
綠鹿角
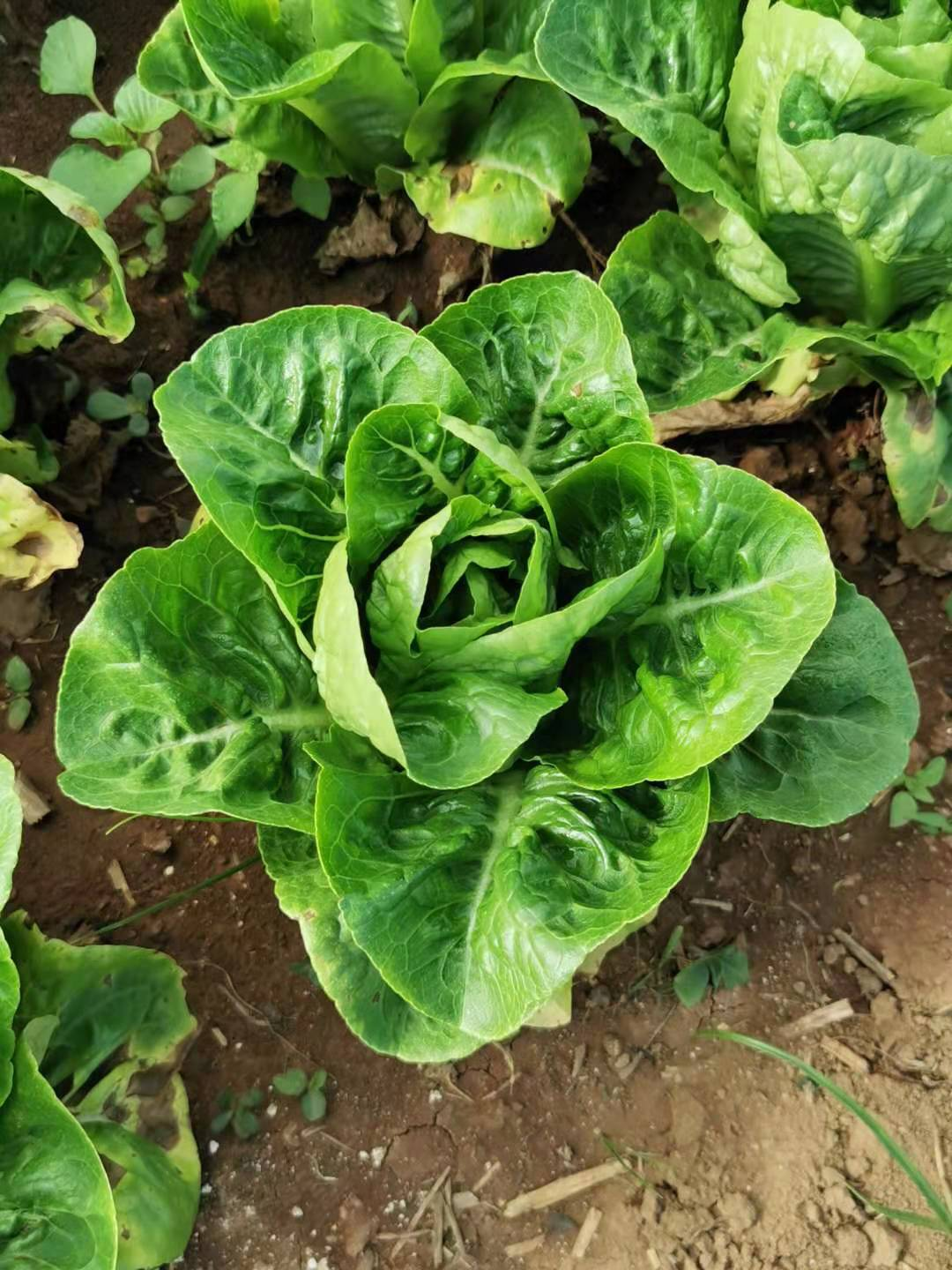
綠寶石

## 扩展阅读
- 維基物種上的相關：莴苣

## 外部連結
- 萵苣 Woju （页面存档备份，存于） 藥用植物圖像數據庫 (香港浸會大學中醫藥學院) （繁體中文）（英文）

## 延伸阅读
[在维基数据编辑]
 《欽定古今圖書集成·博物彙編·草木典·萵苣部》，出自陈梦雷《古今圖書集成》
 《植物名實圖考·萵苣》，出自吳其濬《植物名實圖考》